# Собор Предтечі та Хрестителя Господнього Івана
Собор (Синаксис) Предтечі та Хрестителя Господня Івана (грец. Σύναξη του Προφήτου Προδρόμου και Βαπτιστού Ιωάννου) — східнохристиянське свято, що відзначається 7 січня. Встановлено на честь Івана Хрестителя.

Свято відзначається безпосередньо після Богоявлення та Хрещення Господнього:
У Східній Православній Церкві встановлено звичай наступного дня великих Господніх і Богородичних свят згадувати тих святих, які найближчим чином послужили цій священній події в історії.
Як зазначав український святитель Димитрій Ростовський, «цілком пристойно було вшанувати особливим святкуванням того, хто послужив таїнству Божественного хрещення, поклавши руку свою на главу Владики». Що стосується слова собор у назві свята, воно «означає, що народ збирається до церкви для здійснення богослужіння на честь і похвалу великого Предтечі і Хрестителя Івана, що прославляється нині».

## Гімнографія
Кондак Собору Івана Предтечі. глас 6-й
Церковнослов'янською: Плотска́го Твоего́ прише́ствия убоя́вся Иорда́н,/ стра́хом возвраща́шеся,/ проро́ческое же служе́ние исполня́я Иоа́нн,/ тре́петом спря́ташеся,/ А́нгельстии чи́ни ужаса́хуся,/ зря́ще Тя во струя́х пло́тию креща́ема,/ и вси́ су́щии во тьме озаря́хуся,// воспева́юще Тя, я́вльшагося и просвети́вшаго вся.
Переклад українською: Приходи Твого в тілі злякавшись, Йордан у трепеті назад звертався; духовне ж служіння виконуючи, Іван у страху ухилявся; Ангельські полки дивувалися, побачивши Тебе, в струменях тілом хрещеним, і всі, що перебували в пітьмі, осяялися, оспівуючи Тебе, що з'явився і просвітив все.

## Обряди та звичаї
В цей день господар, вставши ранком, брав у руки той хліб-сіль, що лежав під образами ще від «багатої куті», ніс у стайню, ламав на шматки і роздавав худобі разом з сіном, як останні різдвяні дари, «щоб скотина плідна була».
Від Різдва до «Івана» жінки ховали свої починки — «щоб лихий ниток не плутав». А на «Івана» вони діставали свої кужелі, оглядали їх, але до роботи ще не бралися. Молодиці йшли в шинок, там вони сходилися «по родству» або «по кутках» і пили горілку, співали веселих пісень та примовляли: «Тільки й притики, що починки превеликі!» Мовляв, час уже братися й за роботу. Від Різдва до Івана Хрестителя в шинок ходити гріх, бо ще вода не посвячена, а на «Івана» вже можна.
У великі свята — Різдво, Новий Рік, Водохреща — жінкам не можна ходити по воду, бо це «гріх». Цю роботу виконували за них парубки; але на «посвятки» молодиці ставили їм могорич «за те, що воду носили справно».

## Інші свята, присвячені Івану Хрестителю
На честь Івана Хрестителя встановлено також наступні свята:
- 23 вересня — Зачаття Івана Хрестителя[ru];
- 24 лютого — перше і друге Знайдення голови Івана Хрестителя[ru];
- 25 травня — третє Знайдення голови Івана Хрестителя[ru];
- 24 червня — Різдво Івана Предтечі — велике свято;
- 29 серпня — Усікновення голови Івана Хрестителя — велике свято.

## Зауваження
1. ↑  Деякими православними церквами святкується 7 (20) січня за юліанським календарем, зокрема Єрусалимською, Російською, Сербською, Грузинською, Польською і Македонською православними церквами.